# 9 de julho
9 de julho é o 190.º dia do ano no calendário gregoriano (191.º em anos bissextos). Faltam 175 dias para acabar o ano.

## Eventos históricos

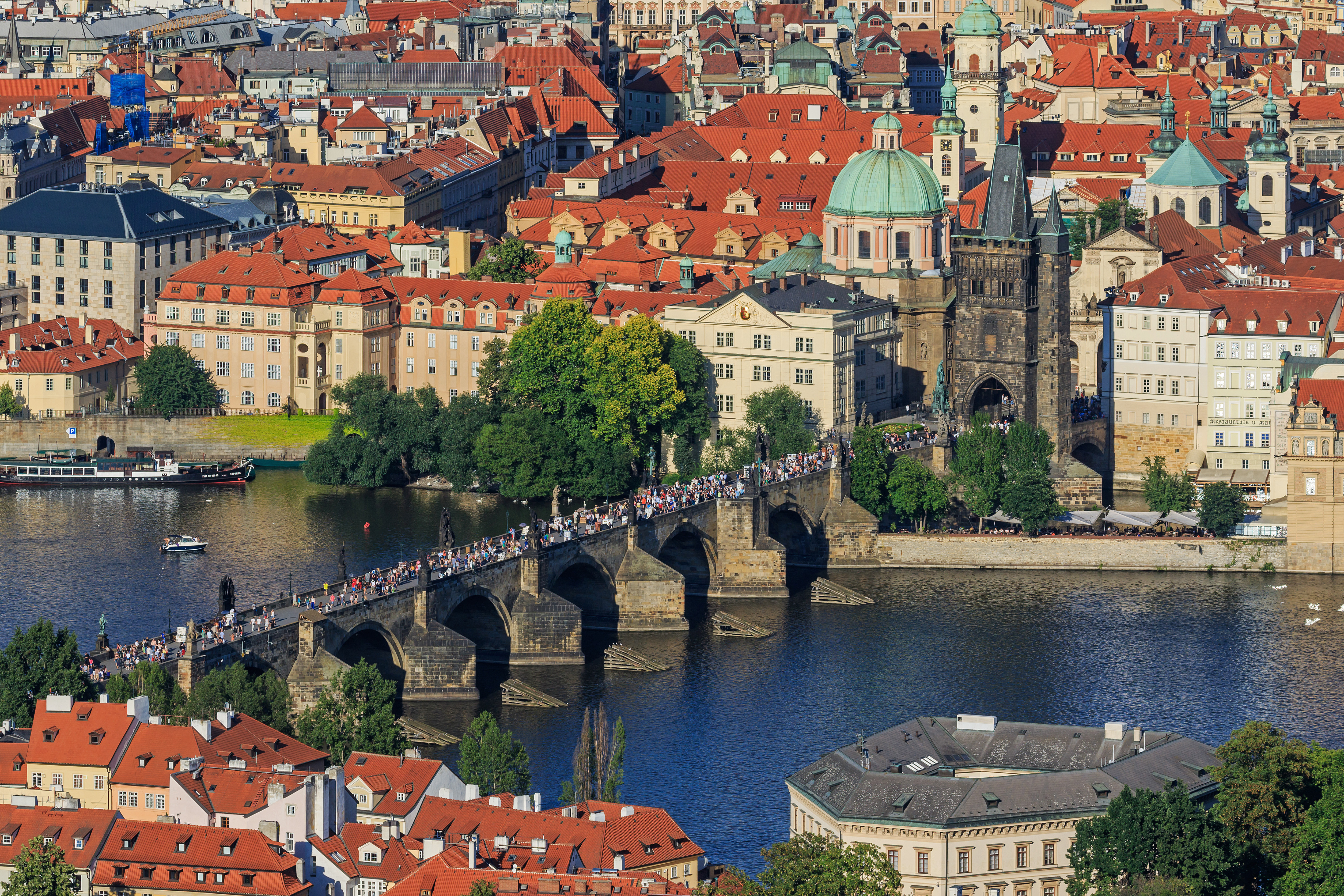
1357: A ponte Carlos e a Cidade Velha de Praga.

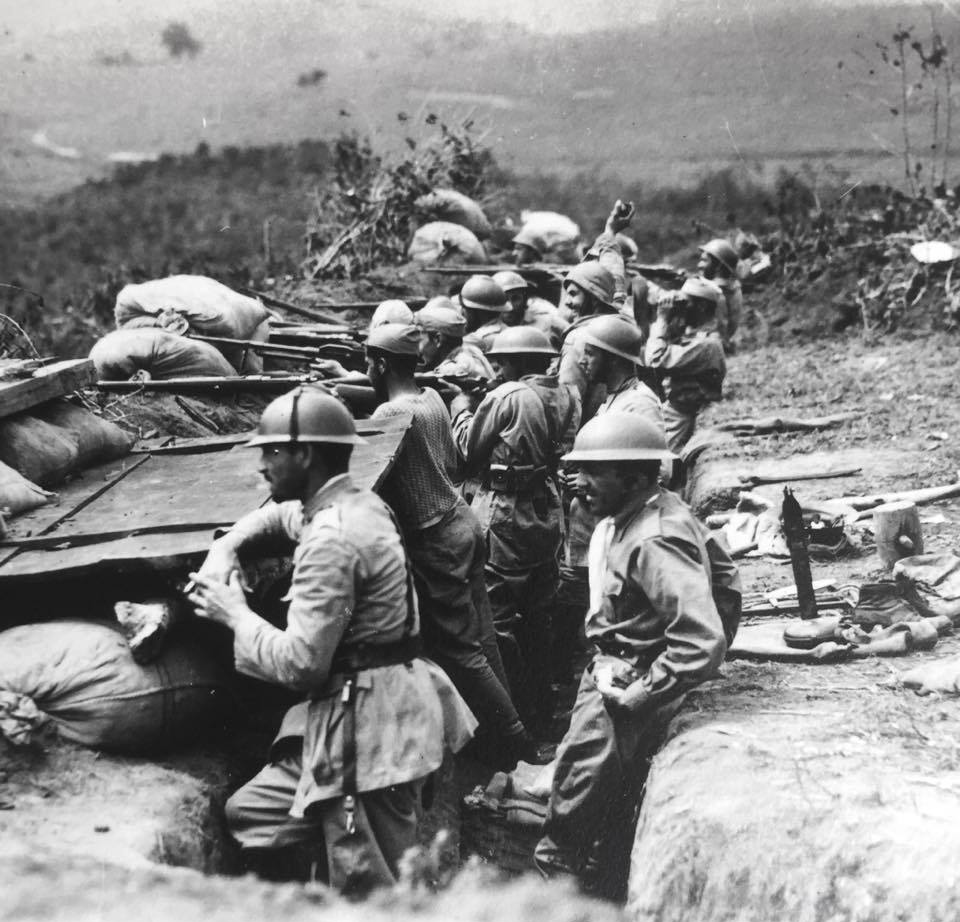
1932: Início da Revolução Constitucionalista no Brasil

- 0118 — Adriano, que se tornou imperador um ano antes da morte de Trajano, faz sua entrada em Roma.
- 0381 — Fim do Primeiro Concílio de bispos cristãos convocado em Constantinopla pelo imperador romano Teodósio I
- 0455 — O comandante militar Ávito é proclamado imperador do Império Romano do Ocidente.
- 0491 — Odoacro faz um ataque noturno com seus guardas hérulos, envolvendo Teodorico, o Grande, em Ad Pinetam. Ambos os lados sofrem grandes perdas, mas no final Teodorico força Odoacro a retornar para Ravena.
- 0551 — Um grande terremoto atinge Beirute, provocando um tsunami devastador as cidades costeiras da Fenícia bizantina, com uma estimativa de 30 000 mortos apenas para Beirute.[1]
- 0660 — Forças coreanas sob o comando do general Kim Yusin de Sila derrotam o exército de Baekje na Batalha de Hwangsanbeol.
- 0869 — O terremoto Sanriku de 8,4 a 9,0 MW atinge a área ao redor de Sendai, no norte de Honshu, Japão. A inundação do tsunami se estendeu por vários quilômetros para o interior.[2]
- 0969 — O general fatímida Jauar, o Siciliano lidera a oração de sexta-feira em Fostate em nome do califa Almuiz Aldim Alá, completando assim simbolicamente a conquista fatímida do Egito.
- 1357 — O Imperador Carlos IV ajuda na colocação da pedra fundamental da Ponte Carlos em Praga.
- 1386 — A Antiga Confederação Suíça faz grandes progressos ao estabelecer o controle sobre seu território ao derrotar o Ducado da Áustria na Batalha de Sempach.
- 1401 — Tamerlão ataca o Sultanato Jalaírida e destrói Bagdá.
- 1540 — O rei Henrique VIII da Inglaterra anula seu casamento com sua quarta esposa, Ana de Cleves.
- 1562 — O Cerco de Piratininga foi o ataque realizado na então vila de São Paulo dos Campos de Piratininga por índios que se uniram numa coligação e se rebelaram contra a aliança entre Tibiriçá e os jesuítas.
- 1572 — Dezenove católicos sofrem o martírio por suas crenças na cidade holandesa de Gorcum.
- 1609 — A Boêmia recebe liberdade de religião por meio da Carta de Majestade do Sacro Imperador Romano, Rodolfo II.
- 1701 — Uma força dos Bourbon sob comando de Nicolas Catinat se retira perante uma pequena força dos Habsburgos sob comando do príncipe Eugênio de Saboia na Batalha de Carpi.
- 1762 — Catarina, a Grande, torna-se imperatriz da Rússia após o golpe contra seu marido, Pedro III da Rússia.
- 1763 — A grande viagem da família Mozart pela Europa começou, moldando o perfil do filho pródigo Wolfgang Amadeus.
- 1776 — Guerra de Independência dos Estados Unidos: George Washington ordena que a Declaração de Independência seja lida aos membros do Exército Continental em Manhattan, enquanto milhares de soldados britânicos em Staten Island se preparam para a Batalha de Long Island.
- 1789 — Em Versalhes, a Assembleia Nacional se reconstitui como Assembleia Nacional Constituinte e inicia os preparativos para uma constituição francesa.
- 1790 — A Marinha Real Sueca captura um terço da frota russa do Báltico.
- 1793 — A Lei Contra a Escravidão no Alto Canadá proíbe a importação de escravos e libertará aqueles que nascerem na escravidão após a aprovação da Lei aos 25 anos de idade.[3]
- 1807 — Os Tratados de Tilsit são assinados pelos imperadores Napoleão I da França e Alexandre I da Rússia.
- 1810 — Napoleão I da França anexa o Reino da Holanda como parte do Primeiro Império Francês.
- 1815 — Charles Maurice de Talleyrand-Périgord torna-se o primeiro primeiro-ministro da França.
- 1816 — Argentina (até então conhecida como Vice-Reino do Rio da Prata) declara sua independência da Espanha.
- 1821 — Quatrocentos e setenta proeminentes cipriotas são executados em resposta à ajuda de Chipre à Guerra de independência da Grécia.
- 1828 — Tem início a Revolta dos Mercenários, no Rio de Janeiro.
- 1850
  - O profeta persa Báb é executado em Tabriz, na Pérsia.
  - O presidente dos Estados Unidos, Zachary Taylor, morre após comer frutas cruas e leite gelado; é sucedido no cargo pelo vice-presidente Millard Fillmore.
- 1875 — Começa a Revolta Herzegovina contra o domínio otomano, que duraria até 1878 e teria implicações de longo alcance nos Bálcãs.
- 1877 — Começa o campeonato inaugural de Wimbledon.
- 1890 — O então governador da Província do Amazonas, Augusto Ximenes de Villeroy, assina um decreto criando o município de Boa Vista do Rio Branco, que mais tarde viria a ser Boa Vista, capital do estado brasileiro de Roraima.
- 1893 — Daniel Hale Williams, cirurgião cardíaco americano, realiza a primeira cirurgia de coração aberto bem-sucedida nos Estados Unidos sem anestesia.
- 1900 — A Federação da Austrália recebe consentimento real.
- 1926
  - Nomeado em Portugal o 3.º governo da Ditadura Militar, chefiado pelo presidente do Ministério Óscar Carmona.
  - Chiang Kai-shek aceita o cargo de comandante-em-chefe do Exército Revolucionário Nacional, marcando o início da Expedição do Norte para unir a China sob o domínio do governo nacionalista.
- 1929 — Nomeado em Portugal o 6.º governo da Ditadura Militar, chefiado pelo presidente do Ministério Artur Ivens Ferraz.
- 1932 — O Estado de São Paulo se revolta contra o Governo Federal brasileiro, iniciando a Revolução Constitucionalista.
- 1943 — Segunda Guerra Mundial: começa a invasão aliada da Sicília, levando à queda de Mussolini e forçando Hitler a interromper a Batalha de Kursk.
- 1944
  - Segunda Guerra Mundial: as forças americanas tomam Saipan, trazendo o arquipélago japonês ao alcance dos ataques B-29 e causando a queda do governo Tojo.
  - Segunda Guerra Mundial: Guerra de Continuação: a Finlândia vence a Batalha de Tali-Ihantala, a maior batalha já travada no norte da Europa. O Exército Vermelho retira suas tropas de Ihantala e se posiciona defensivamente, encerrando assim a Ofensiva Vyborg-Petrozavodsk.
- 1955
  - Inauguração do Obelisco de São Paulo, em homenagem aos 713 soldados mortos durante a revolução paulista contra o governo de Getúlio Vargas e por uma nova constituição.
  - O Manifesto Russell-Einstein pede a redução do risco de uma guerra nuclear.
- 1958 — Um sismo de 7,8 Mw no Alasca causa um deslizamento de terra que produz um megatsunami. O aumento das ondas atingiu 525 m na borda da Baía Lituya; cinco pessoas morrem.
- 1960 — No Brasil entra no ar a Rede Excelsior de Televisão.
- 1961 — A Grécia torna-se o primeiro estado membro a aderir à Comunidade Económica Europeia ao assinar o Acordo de Atenas, que foi suspenso em 1967 durante a ditadura militar grega.
- 1962 — Starfish Prime testa os efeitos de um teste nuclear em altitudes orbitais.
- 1982 — O voo 759 da Pan Am cai em Kenner, Louisiana, matando todas as 145 pessoas a bordo e outras oito no solo.
- 1986 — O Parlamento da Nova Zelândia aprova a Lei de Reforma da Lei Homossexual, legalizando a homossexualidade na Nova Zelândia.[4]
- 1997 — Um Fokker 100 da companhia aérea brasileira TAM lança o engenheiro Fernando Caldeira de Moura Campos a 2 400 metros de queda livre após uma explosão que despressurizou a aeronave.[5]
- 1999 — Dias de protestos estudantis começam depois que a polícia iraniana e linha-dura atacam um dormitório estudantil na Universidade de Teerã.[6]
- 2002 — A União Africana é criada em Adis Abeba, Etiópia, substituindo a Organização da Unidade Africana (OUA). O primeiro presidente da organização é Thabo Mbeki, presidente da África do Sul.
- 2006 — Cento e vinte e cinco pessoas morrem quando o voo S7 Airlines 778, um jato de passageiros Airbus A310, sai da pista ao pousar em condições úmidas no aeroporto de Irkutsk, na Sibéria.
- 2011 — Sudão do Sul ganha independência e se separa do Sudão.
- 2021 — Uma onda de protestos após a prisão do ex-presidente da África do Sul, Jacob Zuma, deixam ao menos 70 mortos e centenas de presos.[7]

## Nascimentos

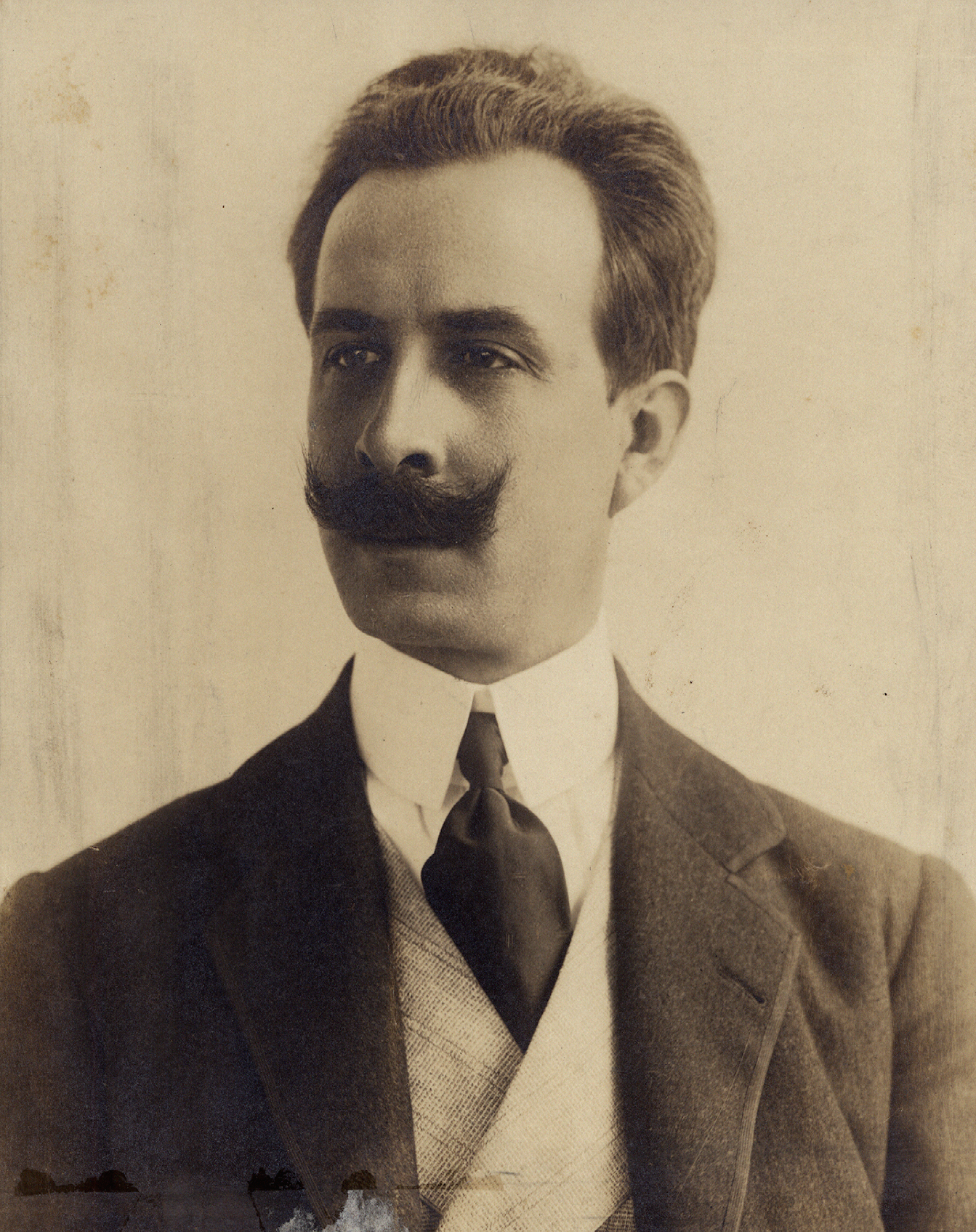
Carlos Chagas

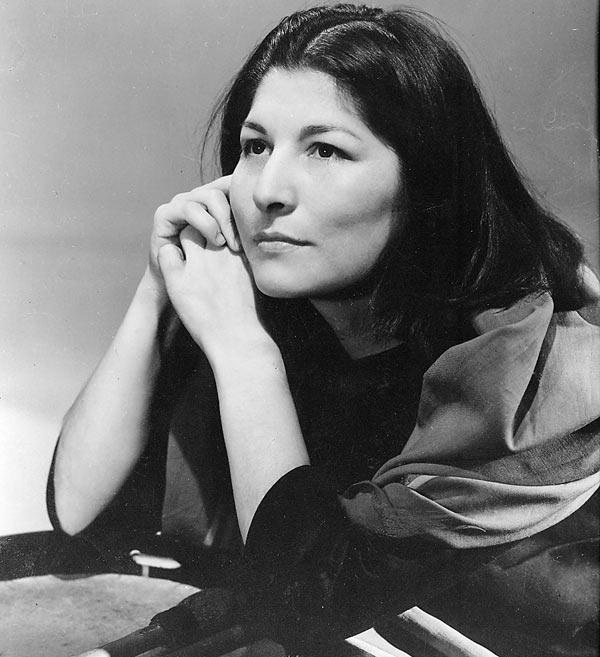
Mercedes Sosa

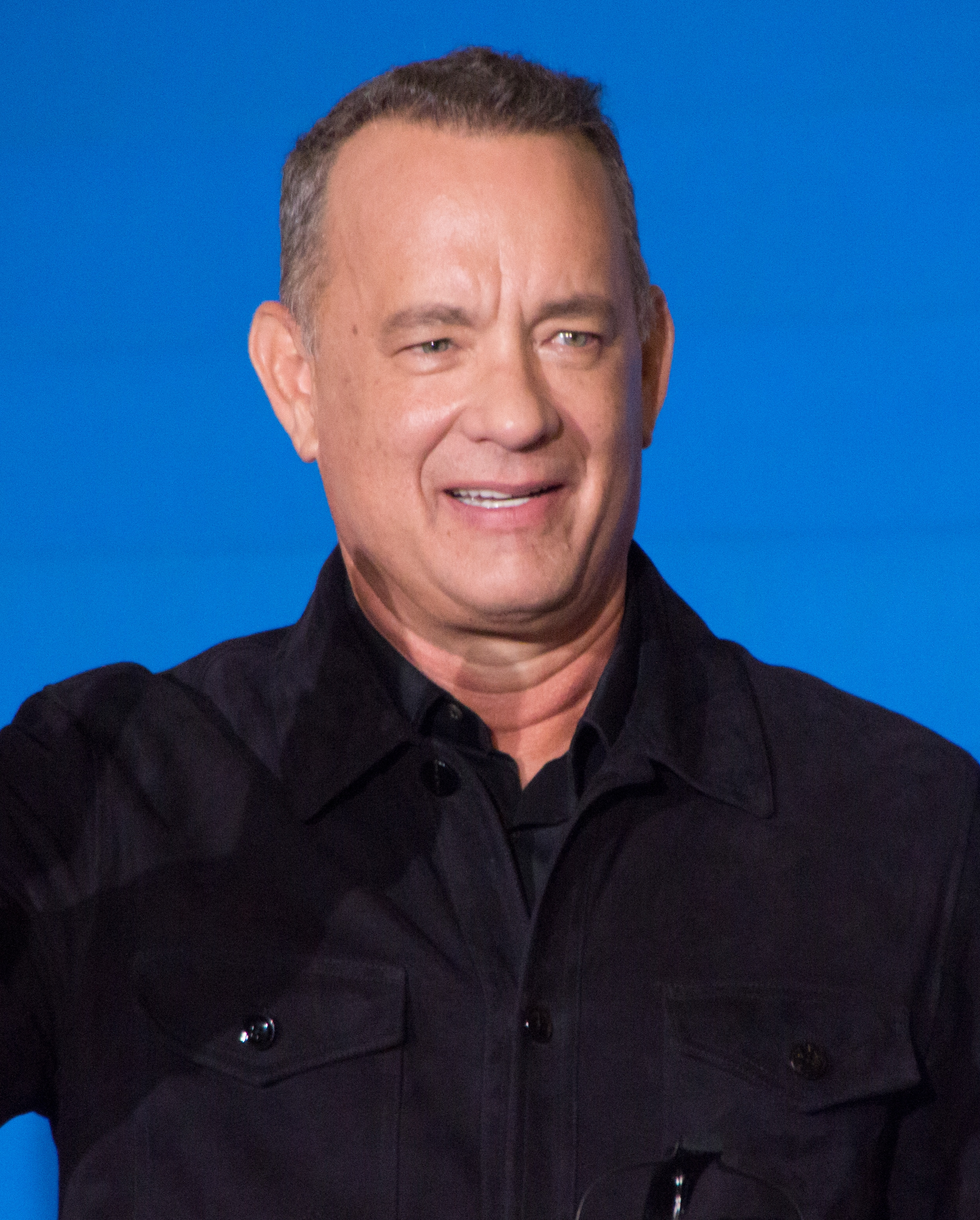
Tom Hanks

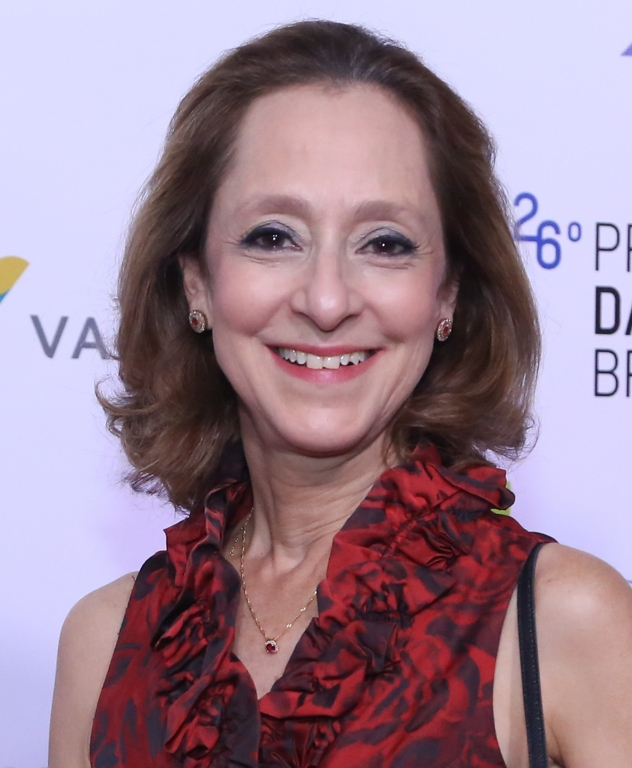
Ana Botafogo

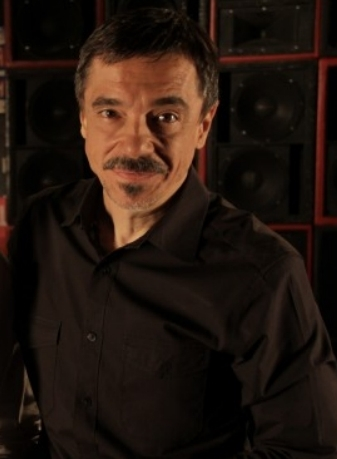
Charles Gavin

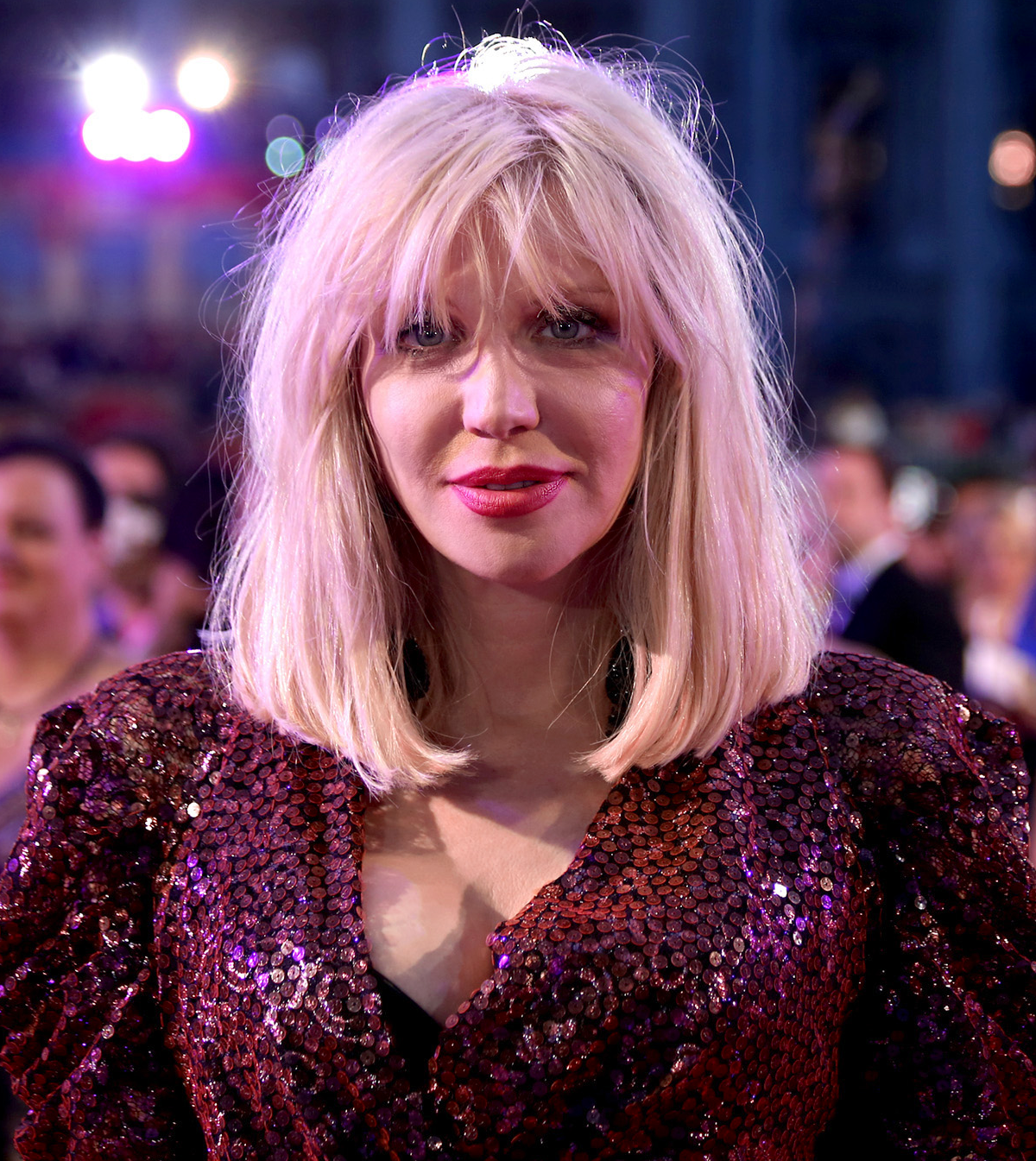
Courtney Love

### Anterior ao século XIX
- 1249 — Kameyama imperador do Japão (m. 1305).
- 1458 — Frederico IV, Bispo de Utreque, bispo neerlandês (m. 1517).
- 1511 — Doroteia de Saxe-Lauemburgo, rainha consorte da Dinamarca e Noruega (m. 1571).
- 1526 — Isabel de Habsburgo, nobre polonesa (m. 1545).
- 1556 — Elizabeth Finch, 1.ª Condessa de Winchilsea (m. 1634).
- 1578 — Fernando II do Sacro Império Romano-Germânico (m. 1637).
- 1654 — Reigen, imperador do Japão (m. 1732).
- 1721 — Johann Nikolaus Götz, poeta e escritor alemão (m. 1781).
- 1740 — José Luís de Vasconcelos e Sousa, 1.º marquês de Belas (m. 1812).
- 1764 — Ann Radcliffe, escritora e poetisa britânica (m. 1823).
- 1775 — Matthew Gregory Lewis, escritor e dramaturgo britânico (m. 1818).
- 1797 — Domingos José de Almeida, político brasileiro (m. 1871).

### Século XIX
- 1809 — Friedrich Gustav Jakob Henle, médico, patologista e anatomista alemão (m. 1885).
- 1819 — Elias Howe, inventor americano (m. 1867).
- 1825 — A. C. Gibbs, advogado e político americano (m. 1886).
- 1828
  - Luigi Oreglia di Santo Stefano, cardeal italiano (m. 1913).
  - Adolf Schreyer, pintor alemão (m. 1899).
- 1834 — Jan Neruda, jornalista e poeta tcheco (m. 1891).
- 1848 — Roberto I, Duque de Parma (m. 1907).
- 1858 — Franz Boas, antropólogo e linguista teuto-americano (m. 1942).
- 1878 — Carlos Chagas, médico e parasitologista brasileiro (m. 1934).
- 1879
  - Ottorino Respighi, compositor e maestro italiano (m. 1936).
  - Friedrich Adler, político austríaco (m. 1960).
- 1887 — Samuel Eliot Morison, almirante e historiador americano (m. 1976).
- 1889 — Léo Dandurand, jogador, treinador e árbitro de hóquei no gelo americano-canadense (m. 1964).
- 1894 — Andreas Krogh, patinador artístico norueguês (m. 1964).

### Século XX

#### 1901–1950
- 1909 — Estefânia de Windisch-Grätz (m. 2005).
- 1911 — John Archibald Wheeler, físico norte americano (m. 2008).
- 1929
  - Elon Lages Lima, matemático brasileiro (m. 2017).
  - Hassan II de Marrocos (m. 1999).
- 1935 — Mercedes Sosa, cantora argentina (m. 2009).
- 1937 — Josef Vacenovský, futebolista checo (m. 2023).
- 1940 — Jair da Costa, futebolista brasileiro (m. 2025).
- 1946 — Bon Scott, músico britânico (m. 1980).
- 1947
  - O. J. Simpson, ator e ex-jogador de futebol americano. (m. 2024)
  - Mitch Mitchell, baterista britânico (m. 2008).
- 1950 — Viktor Yanukovych, político ucraniano.

#### 1951–2000
- 1955 — Steve Coppell, ex-futebolista e treinador de futebol britânico.
- 1956
  - Tom Hanks, ator norte-americano.
  - Ana Botafogo, bailarina brasileira.
- 1960 — Charles Gavin, músico brasileiro.
- 1964
  - Courtney Love, musicista e atriz norte-americana.
  - Gianluca Vialli, futebolista italiano (m. 2023).
- 1967 — Yordan Lechkov, ex-futebolista e político búlgaro.
- 1968 — Paolo Di Canio, ex-futebolista italiano.
- 1969 — Álex Aguinaga, ex-futebolista equatoriano.
- 1971 — Marquinhos Gomes, cantor, compositor de música gospel brasileiro.
- 1974 — Glenda Kozlowski, jornalista brasileira.
- 1975
  - Jack White, músico norte-americano.
  - Shelton Benjamin, wrestler norte-americano.
  - Květa Peschke, tenista tcheca.
- 1978
  - Fernando Prass, futebolista brasileiro.
  - Gulnara Samitova-Galkina, atleta russa.
  - Nuno Santos, futebolista português.
- 1979 — Felipe Tigrão, futebolista brasileiro.
- 1980 — Megan Parlen, atriz estadunidense.
- 1982 — Sakon Yamamoto, automobilista japonês.
- 1985 — Ashley Young, futebolista britânico.
- 1987 — Rebecca Sugar, animadora, compositora e roteirista norte-americana.
- 1989 — Kaysar Dadour, ator sírio-brasileiro.
- 1990
  - Fábio, futebolista brasileiro.
  - Rafael, futebolista brasileiro.
  - Lucas Lima, futebolista brasileiro.
- 1991 — Mitchel Musso, ator norte-americano.
- 1995 — Georgie Henley, atriz britânica.
- 2000 — mxmtoon, cantora norte-americana.

### Século XXI
- 2003 — Conor Bradley, futebolista britânico.

## Mortes

### Anterior ao século XIX
- 0518 — Anastácio I Dicoro, imperador bizantino (n. 430).
- 0981 — Ramiro Garcês de Viguera, rei de Viguera (n. c. 945).
- 1228 — Stephen Langton, arcebispo da Cantuária (n. 1150).
- 1270 — Estêvão I Báncsa, arcebispo de Esztergom (n. 1205).
- 1505 — Sibila de Brandemburgo, nobre alemã (n. 1467).
- 1441 — Jan van Eyck, pintor flamengo (n. c. 1390).
- 1553 — Maurício, Príncipe-Eleitor da Saxônia (n. 1521).
- 1572 — André Wouters, presbítero neerlandês (n. 1542).
- 1573 — Francisco Barreto, governador da Índia Portuguesa (n. 1520).
- 1654 — Fernando IV da Hungria, rei da Germânia, Hungria e Bôemia (n. 1633).
- 1706 — Pierre Le Moyne d'Iberville, militar e explorador canadense (n. 1661).

- 1737 — João Gastão de Médici, grão-duque da Toscana (n. 1671).

- 1746 — Filipe V de Espanha, rei da Espanha (n. 1683).
- 1747 — Giovanni Bononcini, compositor italiano (n. 1670).

### Século XIX
- 1850 — Báb, líder religioso persa (n. 1819).
- 1856 — Amedeo Avogadro, químico italiano (n. 1776).

### Século XX
- 1902 — Serena Lake, sufragista e pregadora evangélica inglesa (n. 1842).
- 1942 — Amabile Lucia Visintainer, santa ítalo-brasileira (n. 1865).
- 1973 — Pedro Raimundo, acordeonista, compositor e cantor regionalista brasileiro (n. 1906).
- 1980 — Vinícius de Moraes, poeta, compositor e diplomata brasileiro (n. 1913).

### Século XXI
- 2002 — Rod Steiger, ator estado-unidense (n. 1925).
- 2004 — Isabel Sanford, atriz americana (n. 1917).
- 2007 — Charles Lane, ator norte-americano (n. 1905).
- 2008 — Felipe Levy, ator e humorista brasileiro (n. 1938).
- 2010 — Jessica Anderson, escritora e dramaturga australiana (n. 1916).
- 2011 — Facundo Cabral, cantor e compositor argentino (n. 1937).
- 2012 — Eugênio Sales, cardeal brasileiro (n. 1920).
- 2013 — Andrew Nori, advogado e político salomônico (n. 1952).
- 2019
  - Ross Perot, empresário e político americano (n. 1930).
  - Fernando de la Rúa, político argentino (n. 1937).
  - Rip Torn, ator americano (n. 1931).
- 2023 — Luis Suárez Miramontes, futebolista espanhol (n. 1935).

## Feriados e eventos cíclicos

### Brasil
- Dia do Soldado Constitucionalista
- Dia do Oncologista
- Data Magna do Estado de São Paulo - feriado estadual (Revolução Constitucionalista de 1932)
- Feriado municipal em Boa Vista, Roraima
- Feriado municipal em Glória do Goitá e Cabo de Santo Agostinho, Pernambuco
- Feriado municipal em Junqueiro, Alagoas
- Feriado Municipal em Fátima do Sul, Mato Grosso do Sul
- Feriado Municipal em Uauá, Bahia
- Feriado Municipal em Corumbá de Goiás, Goiás
- Feriado Municipal em Fontoura Xavier e Paraí, Rio Grande do Sul

### Internacional
- Dia Internacional Pelo Desarmamento
- Independência da Argentina

### Cristianismo
- André Wouters
- Giovanna Scopelli
- Mártires de Gorcum
- Mártires de Tavira
- Nossa Senhora do Rosário de Chiquinquirá
- Os 120 Mártires da China
- Paulina do Coração Agonizante de Jesus
- Stephen Langton
- Verônica Giuliani

## Outros calendários
- No calendário romano era o 7.º dia (VII) antes dos idos de julho.
- No calendário litúrgico tem a letra dominical A para o dia da semana.
- No calendário gregoriano a epacta do dia é xviii.